# Гібсонбург (Огайо)
Гібсонбург (англ. Gibsonburg) — селище (англ. village) в США, в окрузі Сендаскі штату Огайо. Населення — 2452 особи (2020).

## Географія
Гібсонбург розташований за координатами 41°23′19″ пн. ш. 83°19′21″ зх. д. / 41.38861° пн. ш. 83.32250° зх. д. (41.388535, -83.322368).  За даними Бюро перепису населення США в 2010 році селище мало площу 7,44 км², з яких 6,20 км² — суходіл та 1,24 км² — водойми.

## Демографія
Згідно з переписом 2010 року, у селищі мешкала 2581 особа в 982 домогосподарствах у складі 656 родин. Густота населення становила 347 осіб/км².  Було 1065 помешкань (143/км²).
Расовий склад населення:
| - 94,2 % — білих - 0,6 % — чорних або афроамериканців - 0,2 % — корінних американців - 3,4 % — осіб інших рас |

До двох чи більше рас належало 1,5 %. Частка іспаномовних становила 8,6 % від усіх жителів.
За віковим діапазоном населення розподілялося таким чином: 26,2 % — особи молодші 18 років, 59,3 % — особи у віці 18—64 років, 14,5 % — особи у віці 65 років та старші. Медіана віку мешканця становила 36,9 року. На 100 осіб жіночої статі у селищі припадало 93,3 чоловіків;  на 100 жінок у віці від 18 років та старших — 90,0 чоловіків також старших 18 років.
Середній дохід на одне домашнє господарство  становив 53 527 доларів США (медіана — 46 339), а середній дохід на одну сім'ю — 59 661 долар (медіана — 55 931). Медіана доходів становила 50 524 долари для чоловіків та 30 694 долари для жінок. За межею бідності перебувало 19,6 % осіб, у тому числі 27,7 % дітей у віці до 18 років та 11,1 % осіб у віці 65 років та старших.
Цивільне працевлаштоване населення становило 1140 осіб. Основні галузі зайнятості: виробництво — 29,5 %, освіта, охорона здоров'я та соціальна допомога — 20,6 %, мистецтво, розваги та відпочинок — 8,2 %, роздрібна торгівля — 7,5 %.